# Segunda diáspora grega
A segunda diáspora grega ocorreu devido à necessidade da população acarretar comunidades gentílicas de procurar novos solos férteis para cultivo, expandindo-se para áreas da península itálica e do Mar Negro. O surgimento dessa camada marginalizada deve-se ao aumento populacional dos genos e a desigualdade de tratamento dentro dessas instituições patriarcais, que tomavam a proximidade com o chefe do geno como fator para a aquisição de poder político.
Por volta do século VIII a.C., a hegemonia política da classe próxima do patriarca ou pater, os eupátridas, acarretou a formação de polis, denominadas Pólis.(Que aconteceu na Grécia Antiga)